# Elecciones parlamentarias de Nepal de 1999
Las elecciones parlamentarias se celebraron en Nepal los días 3 y 17 de mayo de 1999.

## Antecedentes y Resultados
Las últimas elecciones al Pratinidhi Sabha con anterioridad a estos había sido en 1994 cuándo el Partido Comunista de Nepal (Unificado marxista-Leninist) había sido victorioso y el primer nunca popularmente el gobierno comunista elegido estuvo formado. Todavía por 1999, infighting, como la salida del Bam Dev Gautam y C.P. Mainali Dirigió splinter grupo, tenido en la manera de decisiones de política y poner personas seguras fuera votando para el partido. La elección resultada en una victoria clara para Nepalí el congreso y ellos aumentaron su número de asientos por 28 y el CPN (UML) el total cayó por 17. Incluso cuándo este número está combinado con las figuras de los otros partidos comunistas (Rashtriya Jana Morcha, Samyukta Janamorcha Nepal, Trabajadores de Nepal' y Campesinos' Partido) el total era todavía 23 bajo el total de Nepalí Congreso.
Siguiendo las elecciones, aun así, los varios partidos lo encontraron difíciles de cooperar y finalizar una política del Maoist se rebela, culminando en la 2002 disolución del parlamento por el rey Gyanendra.
Siguiendo el 2006 Loktantra Andolan, en qué todo de los partidos exitosos en 1999, excepto el royalist Rashtriya Prajatantra el partido participado en la Siete Alianza de Partido, la Casa estuvo restablecida en 2006.

## Resultados
| Partido                                                   | Votos     | % de votos | Escaños | % de escaños |
| --------------------------------------------------------- | --------- | ---------- | ------- | ------------ |
| Congreso Nepalí                                           | 3,214,068 | 37.29      | 111     | 54.15        |
| Partido Comunista de Nepal (Marxista-Leninista Unificado) | 2,728,725 | 31.66      | 71      | 34.63        |
| Partido Nacional Democrático                              | 899,511   | 10.44      | 11      | 5.37         |
| Partido Nepalí de la Buena Voluntad                       | 277,239   | 3.22       | 5       | 2.44         |
| Frente Popular Nacional                                   | 121,394   | 1.41       | 5       | 2.44         |
| Samyukta Janmorcha Nepal                                  | 70,119    | 0.81       | 1       | 0.49         |
| Partido de los Trabajadores y los Campesinos de Nepal     | 48,015    | 0.56       | 1       | 0.49         |
| Partido Comunista de Nepal (ML)                           | 567,987   | 6.59       | 0       | 0            |
| Partido Rastriya Prajatantra (Chand)                      | 293,952   | 3.41       | 0       | 0            |
| Partido Rastriya Janamukti                                | 92,567    | 1.07       | 0       | 0            |
| Nepali Janata Dal                                         | 11,175    | 0.13       | 0       | 0            |
| Partido Janamukti de Nepal                                | 9,528     | 0.11       | 0       | 0            |
| Partido Comunista de Nepal (Marxista)                     | 7,654     | 0.09       | 0       | 0            |
| Nepal Dalit Shramik Morcha                                | 6,852     | 0.08       | 0       | 0            |
| Partido Hariyali de Nepal                                 | 6,638     | 0.08       | 0       | 0            |
| Organización Nacional Mongol                              | 6,329     | 0.08       | 0       | 0            |
| Partido Janta Nepalí Rastriya Sambriddhibad               | 4,835     | 0.06       | 0       | 0            |
| Partido Comunista de Nepal (Unido)                        | 4,715     | 0.05       | 0       | 0            |
| Rastriya Janata Parishad                                  | 3,434     | 0.04       | 0       | 0            |
| Congreso Jana                                             | 1,906     | 0.02       | 0       | 0            |
| Shivsena Nepal                                            | 1,727     | 0.02       | 0       | 0            |
| Partido Socialista de Nepal                               | 950       | 0.01       | 0       | 0            |
| Partido Bahujan Samaj de Nepal                            | 835       | 0.01       | 0       | 0            |
| Nepal Praja Parishad                                      | 773       | 0.01       | 0       | 0            |
| Partido Samyukta Prajatantra de Nepal                     | 297       | 0.00       | 0       | 0            |
| Partido Samyabadi de Nepal (MLM)                          | 190       | 0.00       | 0       | 0            |
| Movimiento Salva la Nación                                | 161       | 0.00       | 0       | 0            |
| Pragati Upayogoto, Nepal                                  | 155       | 0.00       | 0       | 0            |
| Partido Janabhavana de Nepal                              | 120       | 0.00       | 0       | 0            |
| Partido Rastrabadi Janata                                 | 105       | 0.00       | 0       | 0            |
| Partido Socialdemócrata                                   | 97        | 0.00       | 0       | 0            |
| Partido Samajbadi Garib                                   | 81        | 0.00       | 0       | 0            |
| Partido Janahit de Nepal                                  | 68        | 0.00       | 0       | 0            |
| Partido Suraksha de Nepal                                 | 56        | 0.00       | 0       | 0            |
| Nepal Rastrabadi Dal                                      | 55        | 0.00       | 0       | 0            |
| Mechi-Mahakali Jana Samanwaya Dal                         | 35        | 0.00       | 0       | 0            |
| Candidatos independientes                                 | 236,548   | 2.74       | 0       | 0            |